# یاردیملی
یاردیملی (به لاتین: Yardımlı) شهری در شهرستان یاردیملی کشور جمهوری آذربایجان است.

## جغرافیا
این شهر در میان کوه‌های تالش و شمال‌غرب رشته‌کوه البرز جای گرفته است. یاردیملی در فاصله ۲۸۶ کیلومتری جنوب شهر باکو و ۷۶ کیلومتری شهر ماساللی قرار گرفته است. یاردیملی در بلندای ۷۲۰ متر بالاتر از سطح دریا جای دارد. این شهر از شرق با شهر ماساللی، از جنوب با شهر لریک، از شمال با شهر جلیل‌آباد و از غرب با مرز ایران همسایگی دارد.

## جمعیت
جمعیت این شهر بر اساس سرشماری سال ۱۹۸۹ میلادی، ۳٬۴۳۸ نفر و بر اساس سرشماری سال ۲۰۰۸ میلادی، ۳٬۹۰۰ نفر بوده است. 
بیش‌تر مردم آن از قوم تالش و بخشی از آن‌ها از آذری‌ها هستند و به زبان‌های تالشی و ترکی آذربایجانی سخن می‌گویند.

## دین
مردم یاردیملی مسلمان و شیعه‌مذهب هستند.

## تاریخ
در پیرامون یاردیملی آثار و بناها و سازه‌های فراوانی مربوط به دوران نوسنگی و پارینه‌سنگی یافت شده است.
این شهر نزد تالشان با نام ورقه‌دیز یا ورگه‌دوز هم شناخته می‌شود. هم‌اکنون یک آبادی با نام ورگه‌دوز در نزدیکی شهر یاردیملی جای دارد. یکی از تاریخ‌نگاران  جمهوری آذربایجان به نام ضیا بنیادف به نقشه‌هایی متعلق به سده‌های هفتم تا نهم میلادی دست یافت که در آن موقعیت و جایگاه شهری به نام یاردم در شمال شهر اردبیل یاد شده بود. این جایگاه. مکانی با شهر امروزی یاردیملی تطابق زیادی دارد.
تشکیلات نخستین این شهر در سال ۱۹۳۰ میلادی با عنوان مرکز ناحیه ورگه‌دوز ایجاد شد؛ در حالی‌که در ۱۹ ژوئیه ۱۹۳۸ میلادی به یاردیملینسکی تغییر نام داد. یاردیملی از ۱۹ نوامبر ۱۹۶۳ رسماً با عنوان شهر شناخته شد.

## آب و هوا
این شهر آب و هوایی کوهستانی و معتدل دارد. میانگین دمای سالانه یاردیملی ۱۲.۹ درجه سانتی‌گراد است.
| داده‌های اقلیم یاردیملی (۱۹۷۱-۱۹۹۰ میلادی) | داده‌های اقلیم یاردیملی (۱۹۷۱-۱۹۹۰ میلادی) | داده‌های اقلیم یاردیملی (۱۹۷۱-۱۹۹۰ میلادی) | داده‌های اقلیم یاردیملی (۱۹۷۱-۱۹۹۰ میلادی) | داده‌های اقلیم یاردیملی (۱۹۷۱-۱۹۹۰ میلادی) | داده‌های اقلیم یاردیملی (۱۹۷۱-۱۹۹۰ میلادی) | داده‌های اقلیم یاردیملی (۱۹۷۱-۱۹۹۰ میلادی) | داده‌های اقلیم یاردیملی (۱۹۷۱-۱۹۹۰ میلادی) | داده‌های اقلیم یاردیملی (۱۹۷۱-۱۹۹۰ میلادی) | داده‌های اقلیم یاردیملی (۱۹۷۱-۱۹۹۰ میلادی) | داده‌های اقلیم یاردیملی (۱۹۷۱-۱۹۹۰ میلادی) | داده‌های اقلیم یاردیملی (۱۹۷۱-۱۹۹۰ میلادی) | داده‌های اقلیم یاردیملی (۱۹۷۱-۱۹۹۰ میلادی) | داده‌های اقلیم یاردیملی (۱۹۷۱-۱۹۹۰ میلادی) |
| ماه                                       | ژانویه                                    | فوریه                                     | مارس                                      | آوریل                                     | مه                                        | ژوئن                                      | ژوئیه                                     | اوت                                       | سپتامبر                                   | اکتبر                                     | نوامبر                                    | دسامبر                                    | سال                                       |
| ----------------------------------------- | ----------------------------------------- | ----------------------------------------- | ----------------------------------------- | ----------------------------------------- | ----------------------------------------- | ----------------------------------------- | ----------------------------------------- | ----------------------------------------- | ----------------------------------------- | ----------------------------------------- | ----------------------------------------- | ----------------------------------------- | ----------------------------------------- |
| میانگین روزانه °C (°F)                    | ۱٫۷ (۳۵)                                  | ۱٫۸ (۳۵)                                  | ۴٫۴ (۴۰)                                  | ۱۰٫۳ (۵۱)                                 | ۱۴٫۴ (۵۸)                                 | ۱۷٫۶ (۶۴)                                 | ۲۱٫۷ (۷۱)                                 | ۲۰٫۵ (۶۹)                                 | ۱۶٫۹ (۶۲)                                 | ۱۱٫۸ (۵۳)                                 | ۷٫۷ (۴۶)                                  | ۳٫۸ (۳۹)                                  | ۱۱٫۰۵ (۵۱٫۹)                              |
| میانگین کم‌ترین °C (°F)                    | −۲٫۰ (۲۸)                                 | −۱٫۵ (۲۹)                                 | ۱٫۵ (۳۵)                                  | ۷٫۲ (۴۵)                                  | ۱۰٫۶ (۵۱)                                 | ۱۴٫۷ (۵۸)                                 | ۱۷٫۰ (۶۳)                                 | ۱۶٫۴ (۶۲)                                 | ۱۴٫۱ (۵۷)                                 | ۸٫۴ (۴۷)                                  | ۴٫۴ (۴۰)                                  | ۱٫۰ (۳۴)                                  | ۷٫۶۵ (۴۵٫۸)                               |
| بارندگی میلی‌متر (اینچ)                    | ۴۳ (۱٫۶۹)                                 | ۴۰ (۱٫۵۷)                                 | ۴۹ (۱٫۹۳)                                 | ۴۲ (۱٫۶۵)                                 | ۵۸ (۲٫۲۸)                                 | ۳۶ (۱٫۴۲)                                 | ۱۸ (۰٫۷۱)                                 | ۴۷ (۱٫۸۵)                                 | ۶۳ (۲٫۴۸)                                 | ۹۷ (۳٫۸۲)                                 | ۷۲ (۲٫۸۳)                                 | ۴۱ (۱٫۶۱)                                 | ۶۰۶ (۲۳٫۸۴)                               |
| میانگین روزهای بارانی                     | ۷                                         | ۷                                         | ۹                                         | ۸                                         | ۱۰                                        | ۵                                         | ۴                                         | ۵                                         | ۸                                         | ۱۰                                        | ۹                                         | ۷                                         | ۸۹                                        |
| منبع: NCEI                                |                                           |                                           |                                           |                                           |                                           |                                           |                                           |                                           |                                           |                                           |                                           |                                           |                                           |

## طبیعت
در پیرامون شهر یاردیملی گونه‌های جانوری پرشماری از جمله شغال، خرس، گرگ و گراز وحشی زندگی می‌کنند. همچنین بسیاری از گونه‌های گیاهی از جمله اقاقیا، انجیلی، بلوط، پلاتان و درختچه زرگین در آن وجود دارد.

## اقتصاد
در پیرامون و حومه یاردیملی معادن و ذخایر طلا، مس، پلاتین، آهن، زغال نارس و نفت وجود دارد. همچنین چشمه‌های حاوی هیدروژن سولفید، سدیم سولفات و آب‌های کربناته و سولفاته از اهمیت زیادی برخوردار هستند.
در سال ۲۰۱۳ یک خط جدید آب آشامیدنی در یاردیملی احداث شد.
در یاردیملی یک کارخانه قالی‌بافی از زمان شوروی برجای مانده است؛ همچنین کشت دانه و  باغداری انگور نیز انجام می‌شود.